# Frederico Adolfo, Duque da Gotalândia Oriental
Frederico Adolfo (Ekerö, 18 de julho de 1750 – Montpellier, 12 de dezembro de 1803) foi o terceiro filho do rei Adolfo Frederico da Suécia e de sua esposa Luísa Ulrica da Prússia. Frederico Adolfo era o irmão mais novo dos reis Gustavo III e Carlos XIII & II, e o mais velho da princesa Sofia Albertina.